# Anibontes
Anibontes là một chi nhện trong họ Linyphiidae.